# Ян Лянь
Ян Лянь (кит. 杨炼) — китайский поэт, обычно ассоциируемый с «туманными поэтами», а также с «литературой поиска корней» (кит. 寻根文学). Он родился в Берне (Швейцария) в 1955 году, рос в Пекине, где посещал начальную школу.
В 1966 году его образование было прервано внезапным началом культурной революции. В 1974 году его отправили в округ Чанпин (неподалёку от Пекина) для получения «трудового образования», где он выполнял множество разнообразных работ, включая даже копание могил. В 1977 году после окончания культурной революции и смерти Мао Цзэдуна, Ян Лянь вернулся в Пекин, где работал в государственной службе радиовещания.

## Начало карьеры
Работая в деревне, Ян Лянь начал писать стихи в традиционной китайской манере, хотя этот стиль был официально запрещён во время правления Мао Цзэдуна. В 1979 году он вошел в группу поэтов, пишущих для журнала «Цзиньтянь» («Сегодня»), а его поэзия постепенно приобрела черты модернизма, экспериментального стиля этой группы.
В начале 1980-х годов творчество поэтов журнала было неоднозначным и за ними закрепилось название «Туманных поэтов». В 1983 году произведение Яна «Норлан» (название тибетского водопада) раскритиковали, как одно из явлений антидуховной кампании, и был выписан ордер на арест его автора. Благодаря предупреждению друзей, ему удалось скрыться, а кампания вскоре окончилась.

## Карьера
После 1986 года Ян начал путешествовать, посетив Австралию и Новую Зеландию. В период событий на площади Тяньаньмэнь Ян Лянь находился в Окленде (Новая Зеландия), где принимает участие в акциях протеста против действий китайского правительства. Власти отреагировали достаточно быстро — и 4 июня 1989 года занесли его работы в «чёрный список», а две его книги стихов, ожидающие публикации в Китае, канули в небытие. Кроме того, его лишили китайского гражданства. Ян Лянь подал запрос на новый паспорт, чтобы иметь возможность путешествовать за границу, но китайские власти отказались его выдать, поэтому в Новой Зеландии он вынужден был получить статус беженца.
С этого периода Ян Лянь начинает создавать товарищества писателей в разных странах, включая Австралию и Германии, а также много путешествует. Кроме этого, он продолжает творить.
С 1993 года поэт постоянно проживает в Лондоне, хотя имеет гражданство Новой Зеландии.
Вместе со своим товарищем, знакомым ещё по «Туманным поэтам», Бэй Дао, он был номинирован на Нобелевскую премию по литературе. В 1999 году получил международную литературную премию Flaiano.
С 2005 года он является профессором European Graduate School в Саас-Фее, Швейцария and Artistic Director of the Unique Mother Tongue, а также принимает участие в различного рода международных салонах, посвященных литературе и искусству в Лондоне.
Опубликованы десять сборников стихов Ян Ляня, два сборника прозы, а также подборка эссе на китайском языке. Произведения автора переведены на двадцать языков, в том числе английский, немецкий, французский, итальянский, испанский, японский, а также на несколько восточноевропейских языков.
Три его сборника выпущены в КНР в период 1999—2003 гг.: «Сборник трудов 1982—1997 годов» (2 тома), «Сборник трудов 1998—2002 годов», а также Сборник эссе «Башня, построенная по наклонной» (англ. A Tower Built Downward, вышел в Пекине в 2009 году). В период 1994—2009 года публиковался на Тайване (четыре работы).
Вместе с шотландским поэтом Биллом Гербертом принял участие в работе над сборником «Антология современной китайской поэзии, 1978—2008 гг.» (англ. Anthology of Contemporary Chinese Poetry), опубликованной в 2012 году «Bloodaxe Books».
Является приглашенным поэтом, преподающим литературу в университетах Австралии (Сиднейский университет), Новой Зеландии (Университет Окленда), США (Амхерстском колледже (англ. Amherst College), Колледже Барда (англ. Bard College), Франции (англ. MEET), Германии (англ. DAAD) и Великобритании (Коув Парк).

## Интересные факты
- На первой странице персонального сайта поэта на английском языке[6] в качестве символа был выбран череп птицы, который заставляет подумать о прошлом.

## Творческое кредо
С пониманием того, что я «вопрошающий», я могу ясно видеть путь моей жизни и моих произведений. Я начал писать стихи во время кошмара «культурной революции» в 1970-х годы, углубился в себя в «эпоху самоанализа» в 1980-е, решил быть в изгнании после резни на площади Тяньаньмэнь, столкнувшись с так называемой глобализацией, которую часто видели как сговор между властью и деньгами после 1990-х, мучительно наблюдал за отсталостью Гонконга и отравлением мира COVID-19, за тем, как так называемая демократическая Россия стоит плечом к плечу с самодержавным Китаем, за хладнокровными и кровавыми убийствами под лозунгами религий и национальностей. После всего этого ясно, что мир стоит перед глубочайшим и беспрецедентным духовным кризисом: полная путаница и противоречие ценностей, в вакууме нашего сознания не осталось ничего, кроме эгоизма и цинизма. Все вопросы возвращаются и сводятся к одному: что я могу сделать сейчас? Каждый чувствует внутри черную дыру. У нас нет ничего, кроме последней энергии быть «вопрошающим» – по крайней мере!

## Работы и коллекции
- Где море замерло: Новые стихи Ян Ляня. Перевод: Brian Holton, Newcastle: Bloodaxe Books, (1999)
- Безличное своеобразие: Собрание коротких стихотворений Ян Ляня. Перевод: Brian Holton, London: WellSweep Press, (1994)
- Концентрические круги. Перевод: Brian Holton и Agnes Hung-Chong Chan, Tarset:Bloodaxe Books, (2005)
- Записки счастливого привидения. Перевод: Brian Holton, Hong Kong:Renditions Paperbacks, (2002)
- Иллюзорный город, (2006)